# Chiesa di Santa Maria Assunta (Castel di Ieri)
La chiesa di Santa Maria Assunta è una chiesa di Castel di Ieri in provincia dell'Aquila, costituente parrocchia. Variamente restaurata e ricostruita nel corso dei secoli, conserva pregevoli opere d'arte, tra cui il portale rinascimentale datato 1555 e una croce quattrocentesca. La chiesa, fra i vari terremoti che si sono succeduti nel tempo, è stata colpita anche dal terremoto dell'Aquila del 2009 che ha provocato varie lesioni alla struttura, successivamente riparate.

## Storia
Il cristianesimo nella valle Peligna/Subequana si alternò, per qualche secolo, con l'arianesimo ed il paganesimo (con 320 templi votivi). Le persecuzioni operate al tempo di Diocleziano, nonché al tempo dell'imperatore Giuliano l'Apostata (metà IV secolo) consegnarono alla storiografia il martirio di san Pelino, protettore di Corfinio e già vescovo di Brindisi. La chiesa di Santa Maria Assunta di Castel di Ieri è una testimonianza di queste vicende, ospitando un mosaico in cui coesistono la croce latina e una croce rostrata ariana, più una rosa dei venti, il simbolo dell'infinito e la scritta indica le famiglie (gens) CAEDIUS CF SER.(Sergia)DEC.(Decria)L.(Lucius) (PET)IEDIUS Petiuedius VARO e altre.
La chiesa ha origini antiche e viene edificata verso la fine del Trecento. Nel 1555 subisce una prima, parziale ricostruzione, che aggiunge vari elementi tra cui il rinascimentale portale d'ingresso, datato 1555. Anche il campanile subisce un rifacimento nello stesso periodo. Nel Settecento viene ulteriormente ricostruita in riparazione ai danni di precedenti terremoti.
Durante la seconda guerra mondiale, l'edificio riporta notevoli danni a causa dei bombardamenti e la facciata deve essere ricostruita. I lavori riportano alla luce un tondo in pietra con l'immagine della Madonna con il Bambino, ora collocata nella parte sinistra della facciata.
Il paese viene colpito dal terremoto dell'Aquila del 2009 dalla scossa verificatasi il 6 aprile e anche la chiesa subisce danneggiamenti: si aprono crepe e lesioni in praticamente tutta la struttura e nel campanile, mentre una delle statue nelle nicchie di facciata si stacca e cade a terra. Il 25 luglio 2011 nella chiesa vengono riaperte le funzioni religiose, dopo la conclusione dei lavori di riparazione ai danni del terremoto. Nell'occasione, il vescovo di Sulmona Angelo Spina ha tenuto una cerimonia alla presenza dei fedeli e dell'amministrazione comunale.

## Struttura e opere

### Esterno
Esternamente, la chiesa mantiene le originali linee rinascimentali, sebbene la facciata sia stata ricostruita per effetto dei danni prodotti dai terremoti. A lato dell'ingresso sinistro è murato il tondo in pietra rinvenuto e restaurato durante i lavori del secondo dopoguerra, un'immagine della Madonna col Bambino, ambedue con aureola scolpita e con la mano sinistra del bambino rivolta alla Madonna.

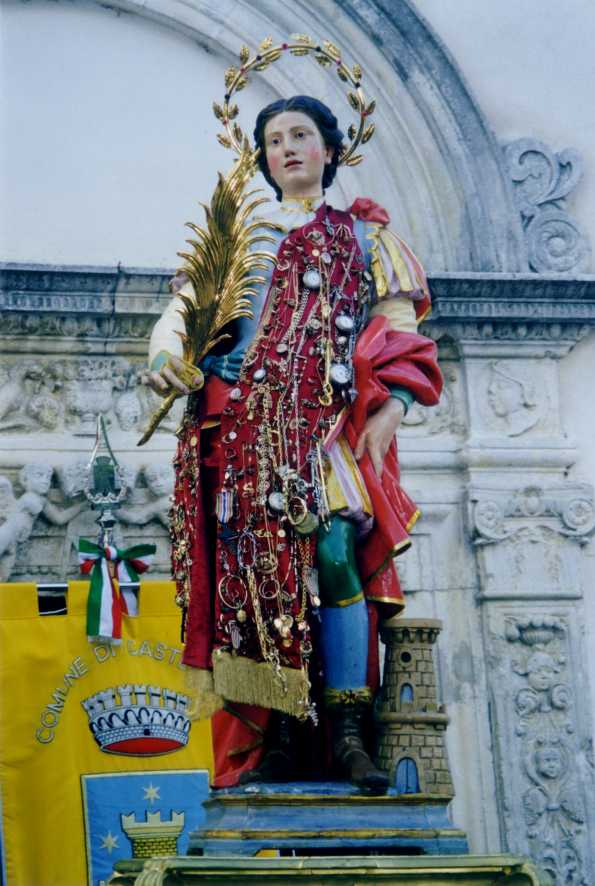
Statua di San Donato martire, patrono di Castel di Ieri

Sul portale è posizionata una lastra di pietra con scolpito il volto di un angelo con ali spiegate. Al di sotto, incisa nella pietra, vi è l'iscrizione dedicatoria, riportante "-OPS -H- COFECTU SUPTIB9 - HVI9 - ECL / ET ELSNIS ANO PRIS LAURITII MVC E DOICI PICCILI - S V B -  A.D. 1555", integrabile come "OPUS HOC CONFECTUM SUMPTIBUS HUIUS ECCLESIAE ET ELEMOSUNIS ANNO PRIORIS LAURITII MUC(T)? ET DOMINICI PICCILI SUB(PRIORI)? - A.D.  1555" e traducibile come "Questa opera è stata eseguita a spese di questa chiesa e dell'elemosina annuale del priore LAURITO MUC(T) e del sottopriore DOMENICO PICCILI - ANNO DOMINI 1555".
Il campanile, tozzo, ha eguali linee rinascimentali e possiede tre campane, due piccole e una grande, quest'ultima risalente al 23 aprile 1961, in sostituzione di quella che, durante i bombardamenti del 21 marzo 1944, aveva subito un buco prodotto da una scheggia consistente. Alla base della torre è stata inoltre murata una lapide recante i nomi dei cittadini caduti durante la prima guerra mondiale. Negli anni 1950 la cupola è stata coperta, all'esterno, con lastre di piombo al fine di impedire infiltrazioni che avrebbero danneggiato la volta interna e i suoi affreschi. Nel muro posteriore della chiesa, alla base di una finestra, spicca un capitello con la data 1663, riferita a lavori di consolidamento della parete stessa. Sulla parete sinistra sono conservati altri tondi scolpiti.

### Interno
All'interno, la chiesa ha un impianto a tre navate, con abside centrale, transetto e cupola sulla crociera. La spazialità interna, ritmata dal chiaroscuro dei rilievi e sensibile ancora a tematiche seicentesche lombarde e toscane, rivela l'influenza vignolesca apportata dalla ricostruzione settecentesca.
Fra le opere conservate, è pregevole l'altare maggiore in marmo intarsiato che ospita il corpo di san Donato martire, trasferito qui da Roma nella domenica dopo Pasqua del 1753. Preziosa anche la croce trilobata del Quattrocento e alcune tele dipinte a olio raffiguranti la Madonna col Bambino e Cristo e san Pietro, tutte risalenti al Settecento. Nella chiesa si conservano le statue di San Donato Martire, il Sacro Cuore di Gesù e Gesù Cristo Risorto, con corona d'oro risalenti al 1903, oltre a San Emidio, San Rocco, San Luigi, Sant'Antonio abate, la Madonna di Pietra bona,la Madonna Pellegrina, un mezzo busto, ben conservato, raffigurante Gesù coronato di spine e un Gesù nel sepolcro collocato sotto il primo altare della navata di destra. Nell'intradosso della cupola è dipinto il cielo con l'occhio di Dio e nei quattro pennacchi gli Evangelisti. L'organo, anch'esso degli anni '50, è posto sopra la porta principale d'accesso alla chiesa.